# Danutė Jočienė
Danutė Jočienė (Geburtsname Sadauskaitė, * 10. November 1970 in der Rajongemeinde Akmenė) ist eine litauische Juristin, Völkerrechtlerin und seit 2023 Strafrichterin am Lietuvos Aukščiausiasis Teismas. Sie ist seit März 2025 Richterin am Gericht der Europäischen Union. Ab 2014 war sie Richterin im Verfassungsgericht Litauens, von 2021 bis 2023 Gerichtspräsidentin. Sie ist durch ihre Ernennung mit 33 Jahren als jüngste Richterin in der Geschichte des Europäischen Gerichtshofs für Menschenrechte bekannt geworden. Seit Juni 2025 ist sie Richterin am Europäischen Gerichtshof.

## Ausbildung
1986 absolvierte Danutė Sadauskaitė nach acht Jahren die Schule in Tučiai (Rajongemeinde Mažeikiai) und 1989 mit Auszeichnung (Silbermedaille) die Mittelschule in Viekšniai bei Mažeikiai. Von 1986 bis 1989 absolvierte Danutė Sadauskaitė die Schule für junge Pädagogen (der litauischen Sprache und Literatur) an der Universität Vilnius. Nach dem Abitur träumte sie davon, die litauische Sprache und Literatur zu studieren, da sie von der Arbeit der Pädagogen fasziniert war und die Bücher (insbesondere Poesie) las. Da ihre schriftliche Arbeit der Abiturprüfung Litauisch nach der präzisen Prüfung der Kommission für Bildung des Rajons Mažeikiai unerwartet mit „gut“ (statt „sehr gut“) bestand, entschied sich Danutė für ein anderes Studium an der Universität.
Von 1989 bis 1994 absolvierte Danutė Sadauskaitė das Diplomstudium der Rechtswissenschaft mit Auszeichnung und promovierte im Europarecht über die Umsetzung der EMRK des Europarats im nationalen Recht (teilweise auch Rechtsvergleichung) an der Vilniaus universitetas.
Von 1993 bis 1996 arbeitete sie am Forschungsinstitut für Recht als wissenschaftliche Assistentin, von 1993 bis 1996 als Juristin an der Inspektion für Kulturgüterschutz, an dem Departament für Europarecht an der litauischen Regierung und als Vertreterin der Republik Litauens beim Europäischen Gerichtshofs für Menschenrechte (2003–2004). 
Vom 1. November 2004 bis zum Oktober 2013 war sie Richterin des Europäischen Gerichtshofs für Menschenrechte. Vom 20. März 2014 bis März 2023 war sie Richterin im Verfassungsgericht Litauens. Als Kandidatin wurde sie von Gintaras Kryževičius, Präsidenten des Lietuvos Aukščiausiasis Teismas, vorgeschlagen. Am 16. Juni 2025 wurde sie zur Richterin am Europäischen Gerichtshof ernannt.
Danutė Jočienė lehrt Völkerrecht, Internationales Vertragsrecht, Reglementierung und rechtliche Stellung der NGOs an der Rechtsfakultät der Universität Vilnius. Sie war Assistentin, Lektorin und Dozentin. Jočienė leitete die Seminare, Arbeitsgemeinschaften, Kursarbeiten, Diplom- und Magisterarbeiten. Sie war auch Koordinatorin der Distanzkurse (in der Zusammenarbeit mit dem Institut für Menschenrechte in Turku/Abo), Vizedekanin (zuständig der Abteilung für das Fernstudium) der Rechtswissenschaftlichen Fakultät der Universität Vilnius.
Danutė Jočienė kann auf zahlreiche Forschungsaufenthalte und Vorträge in Deutschland (Heidelberg, Max-Planck-Institut für ausländisches und internationales Privatrecht), Finnland (Turku/Äbo), Schweiz (Lausanne), Niederlanden (Den Haag), Frankreich (Straßburg), Österreich (Salzburg), Spanien (Castellon), Belgien (Brüssel), Lettland (Riga) zurückblicken.
Als Expertin der litauischen Regierung war sie am Koordinationskomitee für Menschenrechte (CDDH) und am Komitee der Verbesserung von Prozeduren der Menschenrechte (DH-PR) tätig.